# Ostaškovskij rajon
L'Ostaškovskij rajon (in russo Осташковский район?) è un rajon dell'Oblast' di Tver', nella Russia europea; il capoluogo è Ostaškov. Istituito nel 1929, ricopre una superficie di 3.202 chilometri quadrati.